# Associazione Sportiva Portuense
La A.S.D. Portuense Etrusca è una squadra di calcio dilettantistica di Portomaggiore, in Provincia di Ferrara.

## Storia
Il primo nome della squadra fu Andrea Doria: con quel nome ebbe un glorioso passato e prese parte in campionati importanti come la Serie C, da ricordare la vittoria contro il Mantova per 4-2 ed il pareggio contro il Parma. La Portuense militò in Prima Divisione dalla stagione 1932-33 a quella 1934-35. Al termine di quest'ultima venne retrocessa nella nuova Prima Divisione Regionale per riforma dei campionati. Dal 1949-50 al 1951-52 ha militato in Promozione (che sarebbe poi diventata prima IV Serie e poi Serie D) retrocedendo al termine della stagione 1951-52 per riforma dei campionati. Nel campionato 2007-08 ha disputato la finale dei playoff ma è stata sconfitta dal San Patrizio.

Portuense nel campionato 1933-34, l'ultimo a destra in borghese è Paolo Mazza, il quart'ultimo Savino Bellini

Dopo la vittoriosa cavalcata del campionato 2010-2011, la Portuense è tornata nel campionato di promozione regionale.
Nel campionato successivo, 2011-2012, è riuscita ad arrivare al secondo posto nella categoria promozione ed ha avuto accesso agli spareggi per salire in eccellenza: tuttavia la Portuense non è riuscita a sfruttare questa occasione, perdendo gli spareggi e dovendosi accontentare di disputare un altro campionato di promozione. Però nella stagione 2012-2013 riesce a raggiungere la promozione in Eccellenza, dove disputa un discreto campionato 2013-2014 coronato da un piazzamento tra le 10 prime forze del campionato e qualche risultato illustre come l'1-1 in casa contro il Ravenna. Durante questa stagione si mette in mostra un giovane bomber Diego Rolfini che a fine stagione sarà ceduto al Carpi.
Il 10 giugno 2020, la fusione con l'A.S.D. Etrusca 2010 ha risultato in un cambiamento del nome della società a A.S.D. Portuense Etrusca.

## Giocatori celebri
- Rino Micheli
- Savino Bellini
- Arnaldo Taddei
- Silvio "Oberdan" Orlandi
- Giulio Boldrini
- Ruben Buriani
- Lidio Maietti
- Serafino Montanari
- Paolo Mazza
- Nello Orlandi

## Personalità celebri

Portuense nel campionato 1961-62

- Paolo Mazza

## Palmarès

### Competizioni regionali
- Prima Divisione: 1

1948-1949 (girone C)
- Campionato italiano di terza divisione: 1

1929-1930 (girone C)
- Prima Categoria: 2

1961-1962 (girone B), 2010-2011